# Fábio Rochemback
Fábio Rochemback (Soledade, Brasil, 10 de desembre de 1981), és un exfutbolista brasiler. Jugava en la posició de migcampista.

## Trajectòria
Rochemback va començar la seva carrera futbolística en les categories inferiors d'un equip del seu país natal, l'Internacional. El 1998 passa a formar part de la primera plantilla del club. El 2001 marxa a Catalunya per a jugar amb el FC Barcelona. Debuta a la Primera Divisió d'Espanya el 26 d'agost de 2001 en el partit Sevilla FC 1-2 FC Barcelona.
Dos anys més tard fitxa per l'Sporting de Lisboa. En la seva primera temporada va ser triat millor jugador de la Primera Divisió de Portugal. En la següent arriba a la final de la Copa de la UEFA. Rochemback no va poder endur-se aquest títol, ja que l'Sporting va perdre per un gol a tres contra el CSKA de Moscou.
A l'any següent marxa a jugar a la Premier League amb el Middlesbrough FC. Va debutar en lliga contra l'Arsenal FC, en un partit que va guanyar el seu equip per dos gols a un. Amb aquest equip torna a arribar a la final de la Copa de la UEFA durant la temporada 2005-06, encara que finalment el trofeu va anar a les vitrines del Sevilla FC, que es va imposar en aquella final per quatre gols a zero.
El 2008 torna a l'Sporting de Lisboa. Just arribar, el seu equip conquereix la Supercopa de Portugal. L'agost del 2009 retorna al seu país per militar al Grêmio.

## Internacional
Ha estat internacional amb la selecció de futbol del Brasil en 7 ocasions. El seu debut com internacional es va produir el 31 de maig de 2001 en un partit contra Camerun. Aquell any va disputar la Copa Amèrica i la Copa Confederacions.
Va participar amb la selecció olímpica en els JO d'Atenes 2004.